# Ghiacciaio Zuniga
Il ghiacciaio Zuniga (in inglese Zuniga Glacier) è un ghiacciaio situato sulla costa di Walgreen, nella parte orientale della Terra di Marie Byrd, in Antartide. Il ghiacciaio, il cui punto più alto si trova a poco meno di 400 m s.l.m., è situato in particolare sulla costa occidentale della penisola Bear, e da qui fluisce in direzione ovest-nord-ovest, scorrendo tra capo Jeffrey e il monte Bodziony, fino ad andare ad alimentare la piattaforma glaciale Dotson.

## Storia
Il ghiacciaio Zuniga è stato mappato dallo United States Geological Survey grazie a ricognizioni terrestri dello stesso USGS e a fotografie aeree scattate sia durante l'operazione Highjump, nel 1947, che dalla marina militare statunitense (USN), nel 1966; esso è stato poi così battezzato dal Comitato consultivo dei nomi antartici in onore di Mike Zuniga, capo magazziniere della USN che aveva partecipato a sette spedizioni dell'operazione Deep Freeze tra il 1960 e il 1978.